# Анж Питу (роман)
«Анж Питу́» (фр. Ange Pitou) — роман французского писателя Александра Дюма-отца; третья часть цикла из четырёх историко-приключенческих романов под общим названием «Записки врача»; написан в сотрудничестве с Огюстом Маке и впервые опубликован в ежедневной газете «Ля Пресс» (La Presse) в 1850—1851 годах. Автор рисует образы своих персонажей на фоне грандиозных общественных потрясений в стране. Имя героя этого одноимённого романа Дюма позаимствовал у французского журналиста Луи Анжа Питу (Louis Ange Pitou, 1767—1846); кроме имени у них нет ничего общего.

## Время повествования
События романа происходят во времена Великой французской революции. История начинается «в один июльский четверг 1789 года», — предшествовавший вторнику 14 июля, когда произошло взятие Бастилии — и продолжается 3 месяца, до 6 октября 1789 года.